# Zwieselmühle
Zwieselmühle ist ein Gemeindeteil der Gemeinde Schollbrunn im unterfränkischen Landkreis Main-Spessart in Bayern.

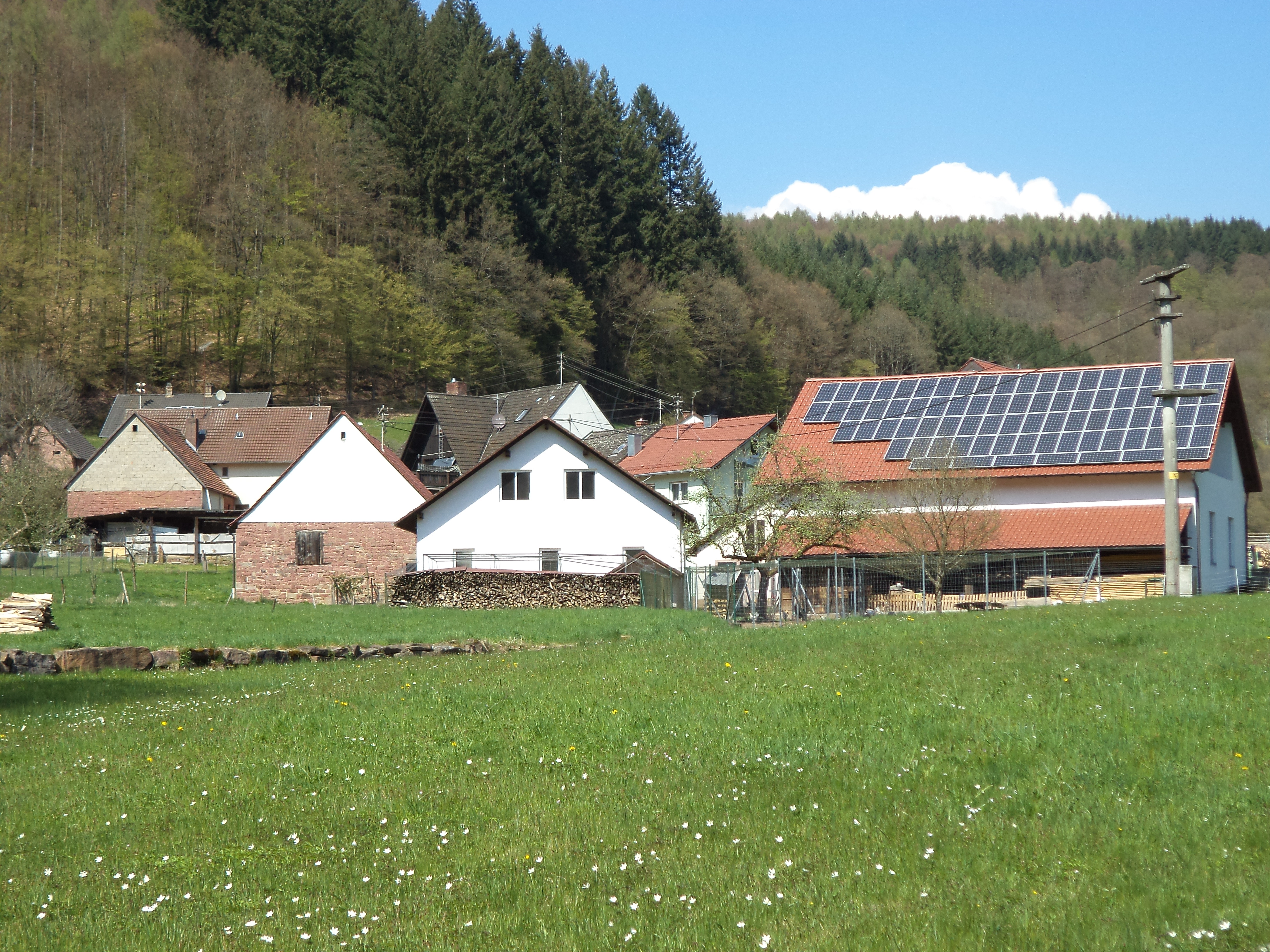
Die Einöde Zwieselmühle

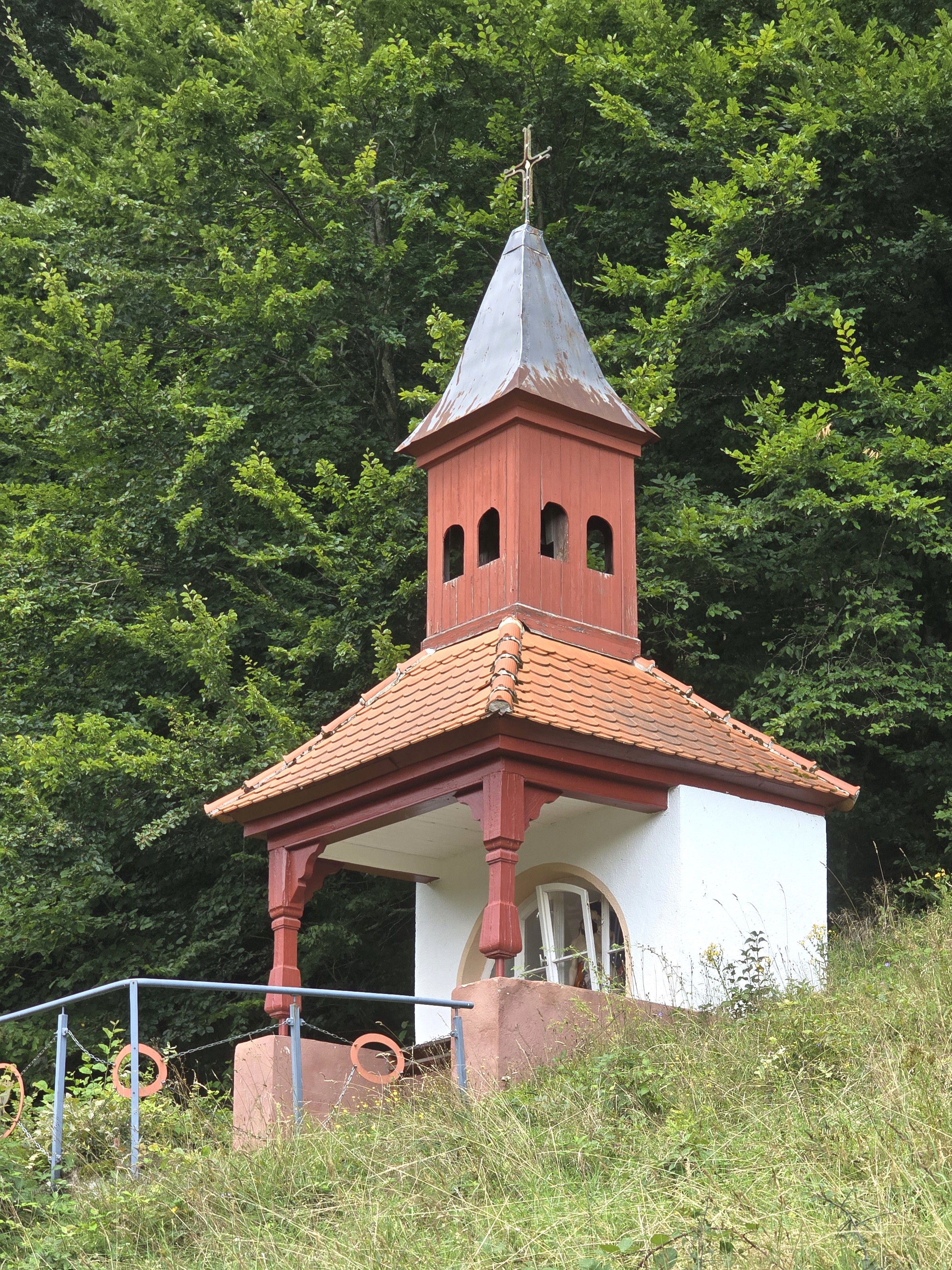
Die kleine Kapelle an der Zwieselmühle

## Geographie
Der Weiler liegt an der Mündung des Schleifbachs in den Haslochbach.
Die eigentliche Mühle war die oberste Mühle im Haseltal. Der Weiler besteht heute aus insgesamt 15 Gebäuden. Die Mühle selbst wurde 1424 erstmals erwähnt. Seit 1906 steht neben der Mühle eine kleine Kapelle. Im selben Jahr wurde ein Gastronomiebetrieb im Weiler eröffnet. Am 1. Januar 1967 wurde der Weiler Zwieselmühle von Bischbrunn nach Schollbrunn umgemeindet.